# Dâncu Mare, Hunedoara
Dâncu Mare este un sat în comuna Mărtinești din județul Hunedoara, Transilvania, România.

## Imagini

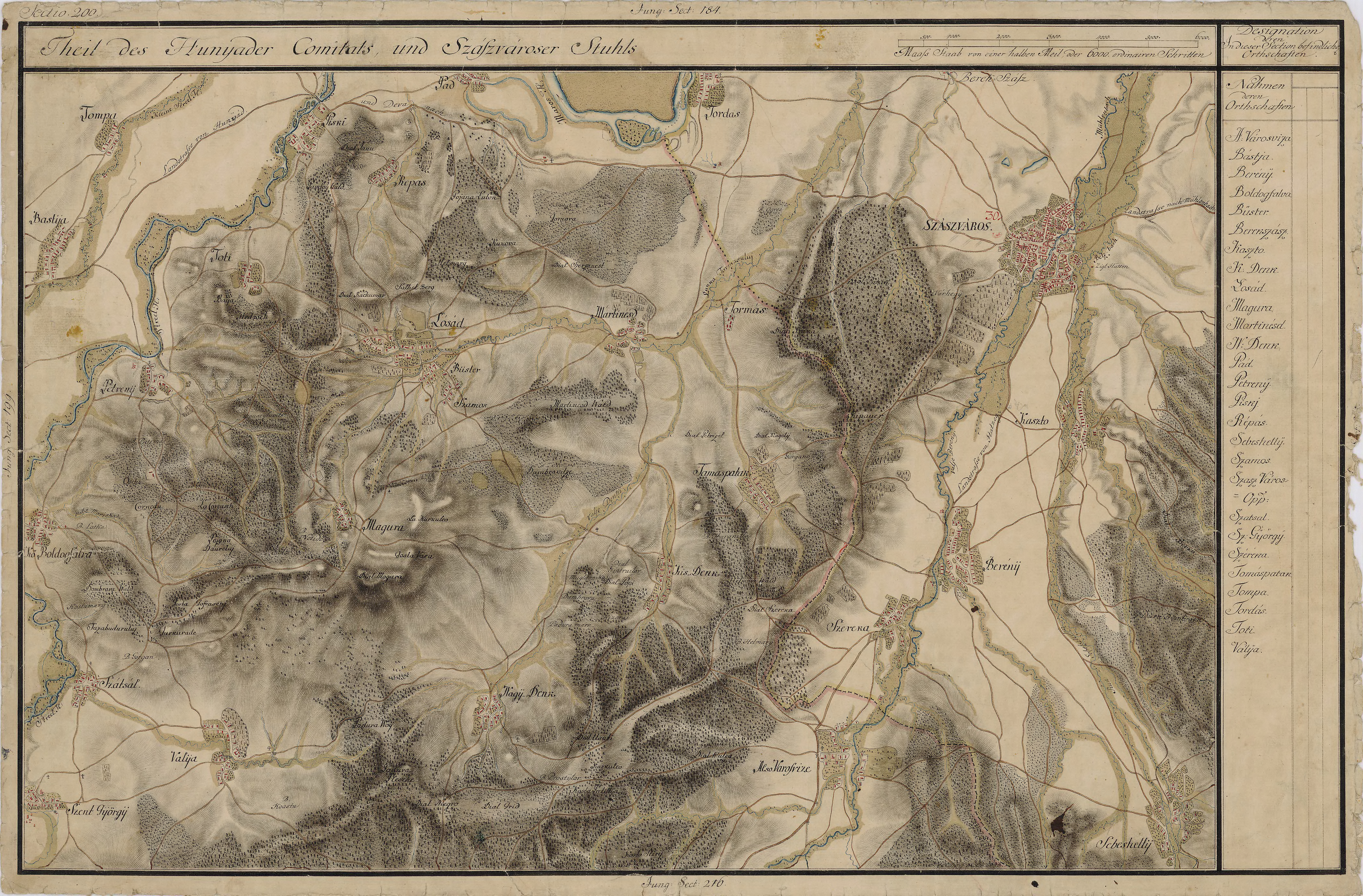
Dâncu Mare în Harta Iosefină a Transilvaniei, 1769-1773